# Curtiss YP-20
Il Curtiss YP-20 fu un aereo da caccia monomotore, monoposto e biplano sviluppato dall'azienda aeronautica statunitense Curtiss Aeroplane and Motor Company negli anni venti del XX secolo e rimasto allo stadio di prototipo.
Versione sperimentale derivata dall'originale Curtiss P-6 Hawk, venne proposto allo United States Army, l'esercito statunitense, per equipaggiare i reparti della sua componente aerea, l'Army Air Corps, non riuscendo tuttavia a superare i concorrenti nelle prove di volo comparative. Successivamente modificato, integrando alcune parti da altri prototipi per sviluppare la versione P-6E, poi avviata alla produzione in serie, l'YP-20 rimase l'unico costruito.

## Storia del progetto
Nel 1929 l'Army Air Corps ordinò tre P-11 Hawk per testare il motore sperimentale H-1640 Chieftain da 600 hp (447 kW), un insolito motore radiale 12 cilindri doppia stella raffreddati ad aria, tuttavia questa unità motrice si rivelò inaffidabile, affetta da irrisolvibili problemi di surriscaldamento, e, prima del completamento degli esemplari, la terza cellula (29-374) venne convertita per utilizzare un più convenzionale radiale Wright R-1820 "Cyclone" a 9 cilindri, da 575 hp (429 kW), essendo completato nell'ottobre 1930 come YP-20.
I test con l'R-1820 si protrassero nel tempo, quindi l'intenzione dell'esercito di passare prontamente a un motore Curtiss V-1570 Conqueror e ridisegnare il velivolo XP-22 fu abbandonata, decidendo invece di acquistare un altro dei tre P-11.
Fatta eccezione per il cambio del motore e la carenatura ad anello Townend, l'YP-20 non era drasticamente diverso dal P-6 da cui derivavano sia il P-11 sia l'YP-20, riproponendo l'elemento verticale dell'impennaggio aumentata nella superficie della deriva e diminuita in quella del timone, inoltre sotto la coda adottava un ruotino d'appoggio orientabile in sostituzione dell'originale pattino. In seguito, al fine di ridurre ulteriormente la resistenza aerodinamica complessiva, vennero aggiunti una cappottatura integrale al propulsore, carenature alle gambe di forza del carrello d'atterraggio e dotate di copertura "a pantalone" ad avvolgere parzialmente le ruote.

## Tecnica
l'YP-20 riproponeva un'impostazione generale tipica per i caccia dell'epoca, comune anche ai modelli derivati dal P-6 Hawk: cellula monoposto con velatura biplana e carrello d'atterraggio fisso.
Il prototipo venne inizialmente completato con una fusoliera con struttura

## Impiego operativo
Nel giugno 1931 la AAC ha avviato un concorso per valutare i modelli P-6, P-12, XP-22 e YP-20. L'XP-22 venne dichiarato vincitore, guadagnando un contratto per la fornitura di 45 esemplari ai quali venne assegnato la denominazione ufficiale Y1P-22. Dopo le prove l'YP-20 venne modificato adottando la forma dell'estremità anteriore e il carrello d'atterraggio dell'XP-22, diventando l'XP-6E (prototipo del P-6E). Modificato ulteriormente nell'impianto propulsivo, con l'aggiunta di un turbocompressore, e nella cellula, adottando una cabina di pilotaggio chiusa con apertura del cupolino a scorrimento, venne testato come XP-6F.

## Utilizzatori
Stati Uniti
- United States Army Air Corps